# Serflek Gyula
Serflek Gyula (Rakamaz, 1911. szeptember 6. – Budapest, 1971. december 2.) magyar mezőgazdász, földművelésügyi miniszterhelyettes.

## Élete
1911. szeptember 6-án született a Szabolcs vármegyei Rakamazon, paraszti családban. Hat elemit végzett, majd a cipész szakmát tanulta ki. 27 éves koráig a szakmájában dolgozott, közben – 1935-ben – tagja lett a Bőripari Munkások Szakszervezetének. 1938–1948 között a Ganz–MÁVAG-ban dolgozott fémöntőként. 1945-ben belépett a Magyar Kommunista Pártba, hamarosan pártbizalmi is lett, majd 1949-től a X. kerületi pártbizottságban dolgozott. 1950-ben elvégezte a pártfőiskolát, a következő évtől pedig az MDP Központi Vezetőségének apparátusában lett alosztályvezető. 1952-től az Állami Gazdaságok és Erdők Minisztériuma személyzeti főosztályvezetője volt. 1953-ban szerzett agrármérnöki oklevelet a Gödöllői Agrártudományi Egyetemen, ezt követően – 1953 és 1957. március 5. között – földművelésügyi miniszterhelyettes volt. 1957-től 1971-ben bekövetkezett haláláig a Mezőgazdasági és Gépalkatrészellátó Vállalat (MEGÉV) igazgatója volt.

### Kutatható iratanyaga
Miniszterhelyettesi működési időszakából 0,24 iratfolyóméternyi (2 doboznyi), maradandó értékűnek minősített iratanyaga került az Országos Levéltár, mai nevén Magyar Nemzeti Levéltár Országos Levéltára őrizetébe, ahol az a XIX-K-1-ac törzsszámon kutatható.